# Cyrille II de Jérusalem
Pour les articles homonymes, voir Cyrille II.
Cyrille II (en grec Kύριλλος B', né en 1792 à Samos - mort en 1877) fut patriarche orthodoxe de Jérusalem du 28 mars 1845 au 18 novembre 1872.